# Lenguas rGyalrong
Las lenguas rGyalrong, Gyalrong, rGyarung o jiarong constituyen una pequeña familia de lenguas de lenguas habladas en Sichuan (China), que a su vez formarían parte del grupo rung de las lenguas tibetano-birmanas.
Las lenguas rGyalrong se hablan principalmente en las prefecturas autónomas de Kar-mdzes (Garzê o Ganzi 甘孜) y Rnga-ba (Ngawa, 阿坝). Estas lenguas se caracterizan por tener una morfología muy conservadora y numerosos arcaísmos, que las hacen valiosa desde el punto de vista de la lingüística histórica de las lenguas sino-birmanas.

## Clasificación
Las lenguas rGyalrong se clasifican en tres grupos principales:
- Lavrung (rGyarlong occidental)
- rGyarlong o Jiarong, formado por cuatro variedades inintelibibles:
  - rGyarlong oriental (Situ, 四土话)
  - Japhug (Chabao, 茶堡)
  - Tshobdun (Caodeng, 草登)
  - Showu (Zbu o Ribu, 日部)
- Lenguas horpa

Aunque Lin (1993) se refiere al lavrung como rGyarlong occidental el resto de especialista señala que es bastante divergen bastante del rGyarlong propiamente dicho (algunos autores denominan al Japhug-Tshobdun-Showu como rGyarlong noroccidental). Ethnologue cakcyka en un 75% la similitud léxica entre el situ y el japhug, en un 60% la existente entre el japhug y el tshobdun, pero solo en un 13% entre el situ y las lenguas horpa.

## Descripción lingüística
La mayor parte de los estudios sobre las lenguas rGyalrong (Jin 1949, Nagano 1984, Lin 1993) se han concentrado en diferentes variedades de situ, y el japhug, el tshobdun y el showu no fueron estudiados en detalles hasta la última década del siglo XX.
Las lenguas rGyalrong, a diferencia de la mayor parte de lenguas sinotibetanas, son polisintéticas y presentan características tipológicas interesantes, como el marcaje inverso (Sun and Shi 2002, Jacques 2010), la presencia de ideófonos (Sun 2004, Jacques 2008) o alternancias en la raíz verbal (Sun 2000, 2004, Jacques 2004, 2008).

### Comparación léxica
Para ilustrar las diferencias entre las cuatro lenguas de rGyalrong propiament edicho, se presenta la siguiente una tabla con diferentes cognados. Los daots del situ fueron tomados de Huang y Sun (2002), los del japhug y el showu proceden de Jacques (2004, 2008) y los del Tshobdun de Sun (1998, 2006).
| GLOSA     | Situ   | Japhug     | Tshobdun  | Showu   |
| --------- | ------ | ---------- | --------- | ------- |
| 'oveja'   | kəjó   | qaʑo       | ʁiɐʔ      | qɐɟjiʔ  |
| 'tejón'   | pə́s    | βɣɯs       | ɣves      | təvîs   |
| 'sueño'   | ta-rmô | tɯ-jmŋo    | tɐ-jmiʔ   | tɐ-lmɐʔ |
| '(yo) vi' |        | pɯ-mtó-t-a | nɐ-mti-aŋ |         |
Los numerales en diferentes lenguas rGyalrong son:
| GLOSA | rGyarong (propio) | rGyarong (propio) | rGyarong (propio) | Lavrung | Horpa   | PROTO- rGYALRONG |
| GLOSA | Situ              | Japhug            | Showu             | Lavrung | Horpa   | PROTO- rGYALRONG |
| ----- | ----------------- | ----------------- | ----------------- | ------- | ------- | ---------------- |
| '1'   | kə-ték            | ci tɤɣ            | kə-ldʑɐ̂           | mɤ˥˧ ə˥ | ʐau     | *teg *tig        |
| '2'   | kə-nês            | ʁ-nɯs ɕu          | ʁ-nîs             | ɣnɛ˥˧   | w-ne    | *g-nis           |
| '3'   | kə-sâm            | χ-sɯm             | χ-súm             | x-səm˥˧ | w-sʰu   | *k-sam *k-sum    |
| '4'   | kə-wdî            | kɯ-βde            | kə-vldaʔ          | vdə˥    | w-ʑɛ    | *b-di            |
| '5'   | kə-mŋô            | kɯ-mŋu            | kə-mŋɐ̂            | mŋa˥    | w-ŋue   | *m-ŋa            |
| '6'   | kə-tʂók           | kɯ-tʂɤɣ           | kə-tɕôx           | x-tɕu˥  | w-tɕʰau | *tʂok            |
| '7'   | kə-ɕnə́s           | kɯ-ɕnɯs           | kə-snâs           | sȵis˥   | snie    | *s-nis           |
| '8'   | wurját            | kɯ-rɕat           | vərɟêt            | vja˥    | ʐɣiɛ    | *b-r-gjat        |
| '9'   | kə-ŋgû            | kɯ-ngɯt           | kə-ŋgít           | ŋgə˥˧   | nɡiɛ    | *ŋ-giut          |
| '10'  | ctɕé              | sqi               | sɐʁɐʔ             | sɣə˥˧   | zʁa     | *s-giʔ           |